# Małopolska
Małopolska là một tỉnh của Ba Lan, giáp biên giới với các vùng Žilina của Slovakia. Tỉnh lỵ là thành phố Kraków. Tỉnh có diện tích 15.144,10 ki-lô-mét vuông, dân số thời điểm giữa năm 2004 là 3.256.171 người.

## Các thành phố thị xã
Tỉnh có thành phố và thị xã. Bản sau đây sắp xếp theo thứ tự dân số giảm dần (số liệu dân số thời điểm năm 2006)
| Kraków (756.757) Tarnów (117.109) Nowy Sącz (84.594) Oświęcim (40.979) Chrzanów (39.797) Olkusz (37.552) Nowy Targ (33.493) Bochnia (29.373) Gorlice (28.539) Zakopane (27.486) Skawina (23.691) Andrychów (21.691) Kęty (19.252) Wadowice (19.149) Wieliczka (19.133) Trzebinia (18.769) Myślenice (18.070) Libiąż (17.604) Brzesko (16.827) Limanowa (14.632) | Rabka-Zdrój (13.031) Brzeszcze (11.730) Miechów (11.717) Dąbrowa Tarnowska (11.259) Krynica-Zdrój (11.243) Bukowno (10.695) Krzeszowice (9.942) Sucha Beskidzka (9.726) Wolbrom (9.075) Chełmek (9.065) Stary Sącz (8.987) Niepołomice (8.537) Mszana Dolna (7.529) Szczawnica (7.334) Tuchów (6.501) Sułkowice (6.305) Proszowice (6.205) Dobczyce (6.028) Grybów (6.025) Maków Podhalański (5.738) | Piwniczna-Zdrój (5.717) Jordanów (5.112) Muszyna (4.980) Biecz (4.585) Kalwaria Zebrzydowska (4.503) Słomniki (4.331) Żabno (4.271) Szczucin (4.069) Zator (3.726) Skała (3.693) Alwernia (3.406) Wojnicz (3.404) Bobowa (3.018) Radłów (c. 2.800) Ryglice (2.784) Nowy Wiśnicz (2.716) Ciężkowice (2.378) Czchów (2.207) Świątniki Górne (2.101) Zakliczyn (1.556) |